# Кастрати, Лирим (футболист, февраль 1999)
Лирим Кастрати (алб. Lirim Kastrati; род. 2 февраля 1999, Малишево) — косоварский футболист, защитник польского клуба «Видзев» и сборной Косова.

## Клубная карьера
Родившийся в Косове Лирим Кастрати с семьёй перебрался в Италию, где и начал заниматься футболом. С 2013 года он играет за юношеские команды итальянской «Ромы». В 2015 году стал победителем юношеского первенства Италии U-17 в её составе. Забил единственный мяч в финале Кубка Венгрии 2020/21 против Мол Види. Благодаря этому, Уйпешт стал обладателем кубка в 11-й раз.

## Достижения
Уйпешт
- Обладатель Кубка Венгрии: 2020/21

## Карьера в сборной
В 2015 году играл за юношескую сборную Албании (до 17 лет).
9 октября 2017 года Лирим Кастрати дебютировал в составе сборной Косова в гостевом матче отборочного турнира чемпионата мира 2018 года против команды Исландии, выйдя на замену во втором тайме.

## Статистика выступлений

### В сборной
| Матчи и голы Лирима Кастрати за сборную Косова | Матчи и голы Лирима Кастрати за сборную Косова | Матчи и голы Лирима Кастрати за сборную Косова     | Матчи и голы Лирима Кастрати за сборную Косова | Матчи и голы Лирима Кастрати за сборную Косова | Матчи и голы Лирима Кастрати за сборную Косова | Матчи и голы Лирима Кастрати за сборную Косова |
| №                                              |                                                |                                                    |                                                |                                                |                                                |                                                |
| ---------------------------------------------- | ---------------------------------------------- | -------------------------------------------------- | ---------------------------------------------- | ---------------------------------------------- | ---------------------------------------------- | ---------------------------------------------- |
| 1                                              | 9 октября 2017                                 | Лаугардалсвёллур, Рейкьявик                        | Исландия                                       | 0:2                                            | —                                              | Квалификация ЧМ 2018                           |
| 2                                              | 13 ноября 2017                                 | Олимпийский стадион Адем Яшари, Косовска-Митровица | Латвия                                         | 4:3                                            | —                                              | Товарищеский матч                              |

Итого: 2 матча / 0 голов; eu-football.info Архивная копия от 1 мая 2022 на Wayback Machine.